# Semantik
Semantik er den gren af lingvistik, der beskæftiger sig med betydning.:67 . Tværsproglig semantik sammenligner betydningsenheder. Semantik adskiller sig fra pragmatik ved sprogligt indkodet betydning, mens pragmatik beskæftiger sig med ytringer og meninger i en bestemt sammenhæng.

## Leksikalsk semantik
I leksikalsk semantik analyseres ords betydning, som de er indkodet på et bestemt sprog. Analysen er en bekrivelse og en klassifikation af ordet.
I ordbøger kan den leksikalske semantik være repræsenteret som en lille tekst der forklarer ordet, på engelsk en "gloss".
For eksempel er ordet "parasolfod" i Den Danske Ordbog forklaret med "tung holder til en parasol som forhindrer den i at vælte eller blæse omkuld".
Specialordbøger for leksikalsk semantik er synonymordbøger og begrebsordbøger som Den Danske Begrebsordbog fra 2015.
Forhold mellem ords betydning beskrives i en database som ordnet, der er inspireret at det engelske WordNet ved psykolog George A. Miller og Christiane Feldbaum.
På dansk findes ordnettet DanNet, 
der er frit tilgængeligt.
Disse ordnet kan beskrive forhold mellem navneord ved synonymsæt (synsets).
Forhold mellem synonymsættene er beskrevet ved overbegreber (hypernymer) og underbegreber (hyponymer),
for eksempel at rødhals er en underbegreb af fugl.
Derudover kan synonymsættet være beskrevet i forhold, som kan kaldes meronymi og holonomi, der beskriver del-hele-forhold: at et næb er en del af en fugl.
Det kan også udtrykkes som at "næb er et meronym af fugl" eller at "fugl er et holonym af næb".
På dansk kan meronymer dannes ved sammensætning,
for eksempel er sammensætningen "zebrahale" halen på en zebra, det vil sige zebrahale er en del af en zebra. 
Ordet "rødhals" er på DanNet. Det er et navneord og er knyttet til et synonymsæt (synonymsæt nummer 11616) ved dets ordbetydning (nummer 21069275).
Synonymsættet er også forbundet til ordet "rødkælk" (nummer 11044132) og bliver beskrevet med mærkatet "{rødhals_1; rødkælk_1}".
Blandt "{rødhals_1; rødkælk_1}"-synonymsættets overbegreber er synonymsættet, der betegner den primære betydning af ordet "fugl".
Synonymsættet er beskrevet ved en forkortet forklaring "fjerklædt hvirveldyr der har næb og vinger, og som ..." og har et par eksempler "Skoven var fuld af fugle. De kvidrede og sang omkring os", "Melvin sprang op af lænestolen og kiggede på fuglene, der fløj rundt ude i haven" og "Alle pigerne sad og nussede med små dyr. Pipfugle, mus og den slags". 
Den afkortede forklaring er taget fra Den Danske Ordbog.

## Grammatisk semantik
Grammatisk semantik analyserer betydningen, som den er indkodet i morfologiske og syntaktiske konventioner. Det kan eksempelvis være i form af semantiske roller og deres relation til ledfunktioner m.m. En måde at modellere hvordan ord styrer hinanden rent semantisk er fx sætningens lagdelte strukturer, som så kan bruges til at undersøge forholdet til de syntaktiske relationer.

## Semantisk terminologi
- Leksikologi (en)
- homonymi, synonymi, antonymi
- polysemi
- generalitet, vaghed
- denotation, konnotation
- kollokation, idiom
- naturligt semantisk metasprog
- semantiske roller